# العلاقات الهندية اليابانية
تُعدّ العلاقات الهندية اليابانية (بالإنجليزية: India–Japan relations) قوية إلى حدّ ما. انخرط شعبا الهند واليابان في عمليات تبادل ثقافي، في المقام الأول نتيجة لاعتناق البوذية، التي انتشرت بشكل غير مباشر من الهند إلى اليابان عن طريق الصين وكوريا. يسترشد شعبا الهند واليابان بالتقاليد الثقافية المشتركة، بما في ذلك التراث المشترك للبوذية، بالإضافة إلى الاتزام القوي بالمثل العليا للديمقراطية والتسامح والتعددية والمجتمعات المفتوحة. إن الهند واليابان، وهما من أكبر وأقدم الديمقراطيات في آسيا، تمتلكان درجة عالية من التطابق بين المصالح السياسية والاقتصادية والاستراتيجية، وهما ينظران إلى بعضهما البعض باعتبارهما شريكين يتحملان المسؤولية والقدرة على الاستجابة للتحديات العالمية والإقليمية. تُعتبر الهند أكبر متلقي للمساعدات اليابانية إذ تربط كل من البلدين علاقة خاصة بالمساعدة الإنمائية الرسمية (أو دي إيه). اعتبارًا من عام 2017، بلغت التجارة الثنائية بين الهند واليابان حوالي 17.63 مليار دولار أمريكي.
كانت الدولتان (إذ كانت الهند مستعمرة بريطانية) أعداء أثناء الحرب العالمية الثانية، لكن العلاقات السياسية بين الدولتين ظلت وطيدة منذ استقلال الهند. تمتلك الشركات اليابانية، مثل ياماها وسوني وتويوتا ووهوندا مرافق التصنيع في الهند. ومع نمو الاقتصاد الهندي، أصبحت الهند سوقًا كبيرة للشركات اليابانية. وقد كانت الشركات اليابانية من أوائل الشركات التي استثمرت في الهند. تُعد شركة سوزوكي للسيارات متعددة الجنسيات من أبرز الشركات اليابانية التي استثمرت في الهند إذ وقّعت شراكة مع شركة السيارات الهندية ماروتي سوزوكي، وهي أكبر شركة لصناعة السيارات في السوق الهندية، وهي تابعة للشركة اليابانية.
في ديسمبر عام 2006، توجت زيارة رئيس وزراء الهند مانموهان سينغ إلى اليابان بالتوقيع على «البيان المشترك صوب الشراكة الاستراتيجية والعالمية بين اليابان والهند». ساعدت اليابان في تمويل العديد من مشاريع البنية التحتية في الهند، وأبرزها نظام مترو دلهي. تم الترحيب بمقدمي الطلبات الهنود في عام 2006 ضمن برنامج التبادل والتعليم الياباني (جي إي تي) إذ أتيحت فرصة واحدة في عام 2006 ثم زادت لتصل إلى 41 مقعدًا في عام 2007. في عام 2007، شاركت قوات الدفاع الذاتي اليابانية والبحرية الهندية في مناورة بحرية مشتركة تُدعى مالابار 2007 في المحيط الهندي، والتي شاركت فيها أيضًا القوات البحرية الأسترالية والسنغافورية والأمريكية. أُعلن عن عام 2007 باعتباره «سنة الصداقة بين الهند واليابان».
وفقًا لاستطلاع بي بي سي للخدمة العالمية في عام 2013، فإن 42% من اليابانيين يعتقدون أن التأثير الدولي للهند إيجابي في الأساس في حين 4% فقط ممن يعتبرونه سلبيًا.

## العلاقات التاريخية

### اتصالات ما قبل الميلاد
تُبيّن مقابر يايوي، التي وُجدت في المحيط الهادئ الهندي وجود المئات وفي بعض الحالات الآلاف من رسومات الخرز الزجاجي الذي كان يتم صنعه في الهند وجنوب شرق آسيا والذي يعود تاريخه إلى أوائل فترة يايوي (300-200 قبل الميلاد) وفترة يايوي الوسطى (200-0 ميلادي) وأواخر فترة يايوي (0-250 ميلادي) ما يشير إلى وجود اتصالات بحرية في المحيط الهندي بين اليابان وجنوب وجنوب شرق آسيا.

### الاتصالات التاريخية
كان أول اتصال مباشر موثق للهند مع اليابان مع معبد توداي - جي في نارا، حيث تم تكريس أو الاحتفاء بتمثال الإله بوذا من قِبَل راهب هندي يُدعى بودهيسينا  في عام 752 م.

### الهندوسية في اليابان
على الرغم من أن الهندوسية هي ديانة قليلة الممارسة في اليابان، كان لها حتى الآن تأثيرًا كبيرًا لكن غير مباشر في تشكيل الثقافة اليابانية. يرجع ذلك في الغالب إلى أن العديد من المعتقدات والتقاليد البوذية (التي تشترك في جذر دارمي مشترك مع الهندوسية) قد انتشرت في اليابان من الصين عبر شبه الجزيرة الكورية في القرن السادس. ومن بين المؤشرات على ذلك «الآلهة السبع للحظ الجيد» اليابانية، والتي صُنف أربعة منها على أنها آلهة هندوسية في الأصل: بينزايتن (ساراسواتي)، بيشامون (فيسيرفانا أو كوبيرا)، دايكوكوتن (ماهاكولا/شيفا)، وكيشيجوتن (لاكشمي). وإلى جانب كل من بينزايتن/ساراسواتي وكيشيجوتن/لاكشمي، واستكمالًا لعملية نيبونين للإلهات التراديفية الهندوسية الثلاثة، تم استنباط الإلهة الهندوسية ماهاكالي على أنها الإلهة اليابانية دايكوكوتنيو، على الرغم من أنها تُعدّ إلا بين آلهة الحظ السبعة في اليابان إذ تُعتبر الصورة الأنثوية لنظيرها الذكر دايكوكوتن. وصلت الآلهة بينزايتن إلى اليابان خلال القرنين السادس والثامن، وذلك أساسًا عن طريق الترجمة الصينية لسوترا الضوء الذهبي التي خصصت لها قسمًا خاصًا. ورد ذكرها أيضًا في مخطوطة لوتس سوترا. في اليابان، يتخذ اللوكابالاس الشكل البوذي للملوك السماويين الأربعة. أصبحت سوترا الضوء الذهبي واحدة من أهم السوترات في اليابان بسبب رسالتها الأساسية، التي تعلم أن الملوك السماوات الأربعة يحمون الحاكم الذي يحكم بلاده بالطريقة المناسبة. يُعرف إله الموت الهندوسي، ياما، بشكله البوذي باسم إنما. يُعرف جارودا، فاهانا أو فيشنو، باسم كارورا، وهو كائن ضخم يتنفس النار في اليابان. يمتلك جسم إنسان ووجه أو منقار طائر العقاب. وقد نشأ (التنين) من الآلهة أسباراس. يعرض الغانيشا الهندوسي أكثر من بوذا واحد في معبد في فوتاكو تاماغاوا، طوكيو. ومن الأمثلة الأخرى على التأثير الهندوسي على اليابان تبنّي «ست مدارس» أو «ست مذاهب» أخرى، وكذلك استخدام اليوغا والباغودا. العديد من جوانب الثقافة الهندوسية التي أثرت على اليابان أثرت أيضًا على الثقافة الهندوسية في الصين. وقد كتب الناس مجموعة من الكتب عن عبادة الآلهة الهندوسية في اليابان.

## مقارنة بين البلدين
هذه مقارنة عامة ومرجعية للدولتين:
| وجه المقارنة                                              | الهند                       | اليابان         |
| --------------------------------------------------------- | --------------------------- | --------------- |
| المساحة (كم2)                                             | 3.29 مليون                  | 377.97 ألف      |
| عدد السكان (نسمة)                                         | 1.35 مليار                  | 126.79 مليون    |
| الكثافة السكانية (ن./كم²)                                 | 410.33                      | 335.45          |
| العاصمة                                                   | نيودلهي                     | طوكيو           |
| اللغة الرسمية                                             | اللغة الهندية، لغة إنجليزية | اللغة اليابانية |
| العملة                                                    | روبية هندية                 | ين ياباني       |
| الناتج المحلي الإجمالي (بليون دولار)                      | 2.60 تريليون                | 4.87 تريليون    |
| الناتج المحلي الإجمالي (تعادل القوة الشرائية) بليون دولار | 8.00 تريليون                | 5.18 تريليون    |
| الناتج المحلي الإجمالي الاسمي للفرد دولار أمريكي          | 1.60 ألف                    | 34.52 ألف       |
| الناتج المحلي الإجمالي للفرد دولار أمريكي                 | 5.70 ألف                    | 36.62 ألف       |
| مؤشر التنمية البشرية                                      | 0.609                       | 0.903           |
| رمز المكالمات الدولي                                      | +91                         | +81             |
| رمز الإنترنت                                              | .in، .भारत ‏، .بھارت ‏،        | .jp             |
| المنطقة الزمنية                                           | ت ع م+05:30، توقيت الهند    | توقيت اليابان   |

## مدن متوأمة
في ما يلي قائمة باتفاقيات التوأمة بين مدن هندية ويابانية:
- ترتبط بونه مع ناغويا باتفاقية توأمة منذ 19 يناير 2006.
- ترتبط دلهي مع طوكيو باتفاقية توأمة منذ 25 سبتمبر 2002.[18][18][18][18]
- ترتبط بيمبري شينشواد مع أوكاياما باتفاقية توأمة منذ 20 يناير 2006.
- ترتبط كانبور مع أوكاياما باتفاقية توأمة.
- ترتبط نيودلهي مع طوكيو باتفاقية توأمة.
- ترتبط مومباي مع يوكوهاما باتفاقية توأمة منذ 1968.[19][19][20][20]

## منظمات دولية مشتركة
يشترك البلدان في عضوية مجموعة من المنظمات الدولية، منها:
| علم المنظمة | اسم المنظمة                        | تاريخ انضمام الهند | تاريخ انضمام اليابان |
| ----------- | ---------------------------------- | ------------------ | -------------------- |
|             | مجموعة العشرين                     | ?                  | ?                    |
|             | منظمة التجارة العالمية             | 1995               | ?                    |
|             | الاتحاد البريدي العالمي            | ?                  | ?                    |
|             | منتدى آسيان الإقليمي ‏              | ?                  | ?                    |
|             | يونسكو                             | 4 نوفمبر 1946      | 2 يوليو 1951         |
|             | الفريق المعني برصد الأرض           | ?                  | ?                    |
|             | مؤسسة التمويل الدولية              | 20 يوليو 1956      | 20 يوليو 1956        |
|             | بنك التنمية الآسيوي                | 1966               | 1966                 |
|             | منظمة حظر الأسلحة الكيميائية       | ?                  | ?                    |
|             | مؤسسة التنمية الدولية              | 24 سبتمبر 1960     | 27 ديسمبر 1960       |
|             | نظام تحكم تكنولوجيا القذائف        | 2016               | 1987                 |
|             | وكالة ضمان الاستثمار متعدد الأطراف | 6 يناير 1994       | 12 أبريل 1988        |
|             | الاتحاد الدولي للاتصالات           | 1869               | 29 يناير 1879        |
|             | منظمة الشرطة الجنائية الدولية      | ?                  | ?                    |
|             | الأمم المتحدة                      | 30 أكتوبر 1945     | 18 ديسمبر 1956       |
|             | البنك الدولي للإنشاء والتعمير      | 27 ديسمبر 1945     | 13 أغسطس 1952        |
|             | المنظمة الهيدروغرافية الدولية      | ?                  | ?                    |
|             | البنك الإفريقي للتنمية             | ?                  | ?                    |

## أعلام
هذه قائمة لبعض الشخصيات التي تربطها علاقات بالبلدين:
- أناستازيا مالهوترا (لاعبة كرة مضرب يابانية، 12 ديسمبر 1989 –)
- اراتا إيزومي (لاعب كرة قدم هندي، 31 يوليو 1982[28] –)

## وصلات خارجية
- موقع وزارة الخارجية الهندية
- موقع وزارة الخارجية اليابانية